# 古澤嘉生
古澤 嘉生（ふるさわ かせい、1929年10月9日 - 2018年5月17日）は、日本の音楽学者。専門は教会音楽。キリスト教礼拝音楽学会初代会長。

## 経歴
福岡県に生まれる。1947年3月福岡県中学修猷館を卒業後、同校が新制となった福岡県立高等学校修猷館に3年編入学し、1949年3月卒業。1953年3月西南学院大学学芸学部英文学科を卒業後、西南学院大学文学部神学科に3年次学士入学し、1955年3月卒業。1955年7月フルブライト大学院留学生として米国に留学し、1958年5月サザン・バプテスト神学大学院教会音楽研究科修士課程を卒業。
1958年10月西南学院大学文学部神学科助手、1960年4月同講師、1963年10月同助教授となり、1965年9月ブリティッシュ・カウンシル給費留学生として英国に留学し、英国王立教会音楽学校、ロンドン大学キングス・カレッジ音楽学部、ケンブリッジ大学音楽学部において、教会音楽および音楽学を研究し、1966年8月修了。1966年4月西南学院大学文学部神学科が神学部に昇格し、1971年4月同教授に就任する。同年7月より1975年6月まで神学部長を務め、1975年3月まで西南聖書学院長も併任。その後も、1983年7月より1989年6月まで、および1991年7月より1993年6月まで神学部長を務めている。2000年3月退職し、西南学院大学名誉教授となる。
1995年4月より1996年3月まで活水女子大学音楽学部講師、1996年8月より1997年8月まで米国ベイラー大学音楽学部客員・交換教授も務めた。
日本バプテスト連盟西南学院教会に所属し、同教会オルガニスト、同聖歌隊指揮者を務めた。